# 버펄로 바이슨스 (AHL)
| 버펄로 바이슨스 | |
| 콘퍼런스        | |
| 디비전          | 웨스트 디비전 (1940년~1943년) (1946년~1949년) (1961년~1970년) 이스트 디비전 (1943년~1946년) (1949년~1952년)                     |
| 설립연도        | 1940년 |
| 해체연도        | 1970년 |
| 역사            | 해밀턴 타이거즈 (1926년~1930년) 시러큐스 스타스 (1930년~1940년) 버펄로 바이슨스 (1940년~1970년) 신시내티 스워즈 (1971년~1974년) |
| 경기장          | 버펄로 메모리얼 오디토리움 |
| 연고지          | 뉴욕주 버펄로 |
| 상징색          | 빨강, 하양, 파랑 |
| 구단주          | |
| 단장            | |
| 감독            | |
| NHL 제휴        | |
| ECHL 제휴       | |
| 정규시즌 우승   | 5 (1946, 1954, 1959, 1963, 1969)                                                                                                |
| 콘퍼런스 우승   | |
| 디비전 우승     | 8 (1943, 1945, 1946, 1950, 1951, 1963, 1969, 1970)                                                                              |
| 칼더 컵         | 5 (1943, 1944, 1946, 1963, 1970)                                                                                                |
| 영구 결번       | |

버펄로 바이슨스(Buffalo Bisons)는 미국 뉴욕주 버펄로를 연고지로 하는 1940년부터 1970년까지 AHL 소속되었던 아이스 하키팀이다.
1971년 연고지를 오하이오주 신시내티 (신시내티 스워즈)로 이전했다.

## 역대 홈경기장
| 버펄로 바이슨스            |               |          |               |      |
| 경기장                     | 사용기간      | 수용인원 | 장소          | 비고 |
| 버펄로 메모리얼 오디토리움 | 1940년~1970년 | 14,337명 | 뉴욕주 버펄로 | 빈칸 |